# San Martín Chalchicuautla
San Martín Chalchicuautla är en kommun i Mexiko.   Den ligger i delstaten San Luis Potosí, i den sydöstra delen av landet, 220 km norr om huvudstaden Mexico City.
Följande samhällen finns i San Martín Chalchicuautla:
- Ocuiltzapoyo
- Manchoc
- Domingo Zapoyo
- Tempexquititla
- Aguamolo
- La Esperanza
- Lalaxo
- Buenavista
- La Soledad
- Totolteo
- Tepemiche
- Octlamecayo
- El Carrizo
- Acayo
- La Pimienta
- Taxicho
- Chachatipa
- El Frijolillo
- El Higuito
- San José de las Adjuntas
- Poza Redonda
- Piedra Parada
- Ixpatlach
- San Luisito
- Tenexamel
- Los Bordones
- Las Acamayas
- Matlapita
- Cuaxocoyo Uno Limontitla
- Tepetlayo
- Ejido Domingo
- Sabinito
- El Rodeo de la Cruz
- Terrerito
- Lindero
- Xalamatitla
- El Sacrificio
- Acatitla
- Tlaltepingo
- Trapiche Viejo
- Mesa del Macho